# Bufexamac
Bufexamac ist ein antientzündlich (antiphlogistisch) wirksamer Arzneistoff zur örtlichen Behandlung der Haut.
Wegen des ungünstigen Nutzen-Risiko-Verhältnisses (siehe Abschnitt Nebenwirkungen) sind Bufexamac-haltige Arzneimittel nicht mehr anzuwenden und in zahlreichen Mitgliedsstaaten der EU nicht oder nicht mehr auf dem Markt.

## Anwendung
Bufexamac wurde bei Dermatitiden eingesetzt. Es wirkt entzündungshemmend und juckreizstillend. Präparate, die Bufexamac enthielten (etwa Bismolan), wurden bei akuten und chronischen Ekzemen sowie lokal als Kombipräparat zusammen mit Lidocain als Suppositorium bei Hämorrhoidenleiden eingesetzt. Auch zur Behandlung des atopischen Ekzems, leichten Verbrennungen, Sonnenbrand und Juckreiz wurde die Substanz verwendet. In der subakuten Entzündungsphase stellte der Wirkstoff einen Ersatz für Cortison dar. Es kann jedoch auch zu Reaktionen und Allergien auf den Wirkstoff kommen, weshalb die Arzneimittelkommission der deutschen Ärzteschaft in mehr als zehn Artikeln und Meldungen seit dem Jahr 2000 die Anwendung jahrelang kritisch hinterfragt hatte.

## Wirkprinzip
Man nimmt an, dass Bufexamac ähnlich Indometacin über Hemmung der Cyclooxygenasen in die Prostaglandinesynthese eingreift. Die wissenschaftlichen Daten hierzu sind allerdings dürftig.

## Nebenwirkungen
Der Wirkstoff Bufexamac war dafür bekannt, selbst starke allergische Kontaktekzeme hervorzurufen, die oft fälschlicherweise mit dem Ursymptom verwechselt wurden. Deshalb sollte die Verwendung schon im Jahr 2000 kritisch abgewogen werden. Das Arznei-Telegramm hatte sogar schon am 10. Juli 1987 einen „Antrag auf Maßnahmen zur Risikoabwehr für Bufexamac“ beim damals zuständigen Bundesgesundheitsamt gestellt. 2009 führte das Bundesinstitut für Arzneimittel und Medizinprodukte (BfArM) zu Bufexamac-haltigen Arzneimitteln in allen Indikationen eine Anhörung nach dem Stufenplan, Stufe II, durch. „Das BfArM kommt […] zu der Einschätzung, dass nach dem aktuellen Stand der wissenschaftlichen Erkenntnisse und unter Berücksichtigung verfügbarer therapeutischer Alternativen Bufexamac-haltige Arzneimittel sowohl in der Ekzemtherapie als auch in den proktologischen Indikationen schädliche Wirkungen haben, die über ein nach den Erkenntnissen der medizinischen Wissenschaft vertretbares Maß hinausgehen. Das Nutzen-/Schaden-Verhältnis wird damit insgesamt als negativ beurteilt.“ Auch der Ausschuss für Humanarzneimittel der Europäischen Arzneimittelagentur (EMA) hatte im April 2010 auf Grund des hohen Risikos der Auslösung von Kontaktekzemen ein negatives Nutzen-Risiko-Verhältnis beschieden und den Entzug der Arzneimittelzulassung für Bufexamac-haltige Arzneimittel empfohlen. In der Folge widerrief das BfArM die Zulassungen; Bufexamac-haltige Arzneimittel durften daher ab dem 5. Mai 2010 in Deutschland nicht mehr abgegeben werden.

## Handelsnamen
Monopräparate
Jomax (D), Parfenac (D, A, CH), Windol (D) sowie ein Generikum (D)
Kombinationspräparate
Anaesthesin akut (D), Faktu akut (D), Hämoagil (D), Haemo-Exhirud (D), Hämo-Ratiopharm (D), Hexamon (D), Mastu (D)